# MTV Hits (Reino Unido & Irlanda)
MTV Hits foi um canal de música non-stop europeu da Paramount Networks EMEAA, o canal foi lançado em 1 de maio de 2001. O canal esteve disponível no Reino Unido, República da Irlanda, Bélgica, Holanda, Turquia, França, Suécia, Dinamarca, Noruega, Finlândia, Roménia, Israel, Áustria, Alemanha, Suíça, Polônia, Islândia, Sérvia e Bósnia e Herzegovina.
Em 1 de agosto de 2024, a transmissão local do canal foi encerrada e mesclada com a versão europeia do canal, mas ainda mantendo comerciais locais e espaços para programas de televendas.
Em 14 de abril de 2025, o MTV Hits encerrou suas transmissões e foi substituído pelo Club MTV.

## Programas
- Euro Top 20
- The Official UK Chart
- Nothing But Hits
- Non-Stop Hits
- The 10 Biggest Tracks Right Now!
- Future Hits!